# Fiez
Fiez es una comuna suiza del cantón de Vaud, situada en el distrito de Jura-Nord vaudois. Limita al noroeste y norte con la comuna de Fontaines-sur-Grandson, al este con Champagne, al sureste con Grandson, y al suroeste con Giez. Además gracias a su exclave limita también con las comunas de Bullet, Sainte-Croix y Val-de-Travers (NE).
La comuna hizo parte hasta el 31 de diciembre de 2007 del distrito de Grandson, círculo de Grandson.